# Brda
Die Brda, deutsch Brahe, ist ein Fluss in den polnischen Woiwodschaften Pommern und Kujawien-Pommern. Er mündet bei Bydgoszcz (deutsch Bromberg) in die Weichsel. Die Brda hat eine Länge von 238 km und entwässert ein Einzugsgebiet von ca. 4.630 km².
Der Fluss verläuft durch die Mittelgebirgslandschaft der Kaschubei und ist bei Kanuten sehr beliebt; der Unterlauf ist über den Kanał Bydgoski (Bromberger Kanal) mit der zum Flusssystem Oder gehörigen Noteć verbunden.

## Verlauf
Die Brda entspringt in Hinterpommern in dem zur Gemeinde Miastko (Rummelsburg, im ehemaligen Landkreis Rummelsburg i. Pom.) gehörenden, unter Naturschutz stehenden Jezioro Smołowe (Schmolow-See) bei der Ortschaft Lubkowo (Georgendorf), nordöstlich von Miastko gelegen, und durchfließt dann eine Kette kleiner Seen zuerst in südlicher, dann östlicher Richtung. Hinter Pietrzykowo (Groß Peterkau, Gemeinde Koczała) biegt sie nach Süden um und fließt dann gut 20 Kilometer in südlicher Richtung, wobei sie Nowa Brda (Neubraa, Gemeinde Przechlewo) passiert. Nachdem von rechts (Westen) die Ruda (Hammerfließ) einmündet, fließt die Brahe in den Jezioro Szczytno Wielkie (Großer Ziethener See), den sie in östlicher Richtung wieder verlässt.
Nach einer scharfen Biegung nach Norden mündet von links (Westen) die Lipczynka (Lepczin) ein, wonach es in östlicher Richtung weitergeht. Nach weniger als zehn Kilometern mündet die Brda in den Jezioro Charzykowskie (Müskendorfer See) und verlässt ihn in nördlicher Richtung. Nach etwa einem Kilometer folgt der Jezioro Karsińskie (Karschinsee) in den von links (Westen) die Chocina (Chotzen) mündet. Nach Verlassen des Sees biegt die Brda nach Südosten um, wobei von links (Norden) die weitverzweigte Zbrzyca (Spritze) einmündet, und durchfließt den Jezioro Dybrzyk.

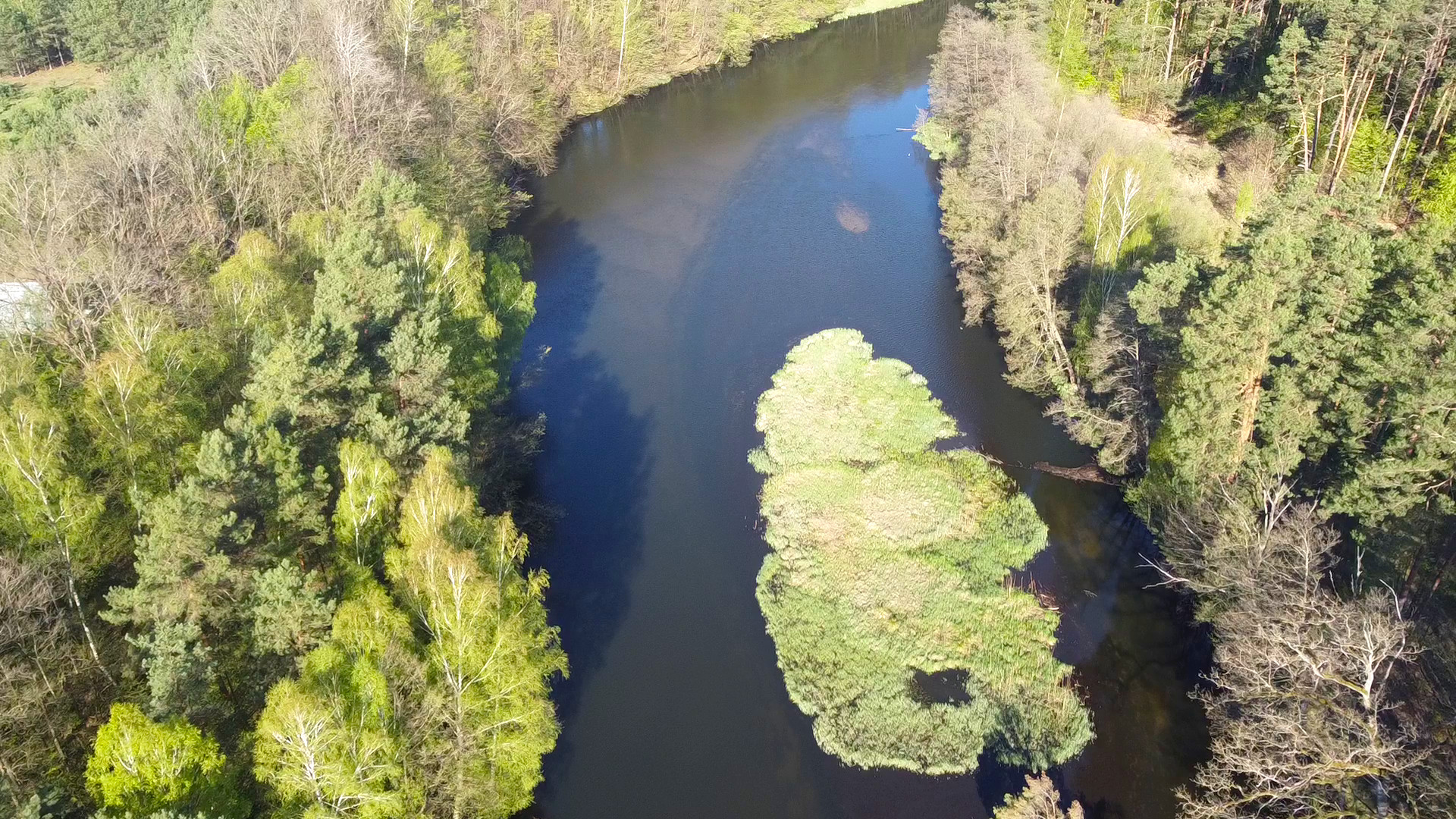
Brda nähe Pila

Bis der Fluss kurz vor dem zu Tuchola (Tuchel) gehörigen Rudzki Most (Rudabrück) die Grenze der Woiwodschaften Pommern und Kujawien-Pommern passiert, verläuft er in südöstlicher, dann bis Bydgoszcz (Bromberg) in südlicher Richtung, wo von rechts (Westen) u. a. die Kamionka, Sępolna (Zempolno) und Krówka und von links (Osten) eine Reihe kleinerer Flüsse einmünden. Oberhalb von Koronowo (Crone/Krone) durchfließt die Brda den 1960 aufgestauten Jezioro Koronowskie; im Stadtgebiet von Bydgoszcz biegt sie scharf nach Osten um und mündet nach etwa zehn Kilometern im Stadtteil Brdyujście in die Weichsel.